# Distrito de Kotido
El distrito de Kotido se localiza en la República de Uganda, más específicamente en la región Norte de el país recientemente mencionado.
Este distrito debe su nombre a su ciudad capital, la ciudad de Kotido.
Su población es de 157.765 personas, según las cifras otorgadas del censo realizado en el año 2002.